# Hans-Albers-Villa am Starnberger See

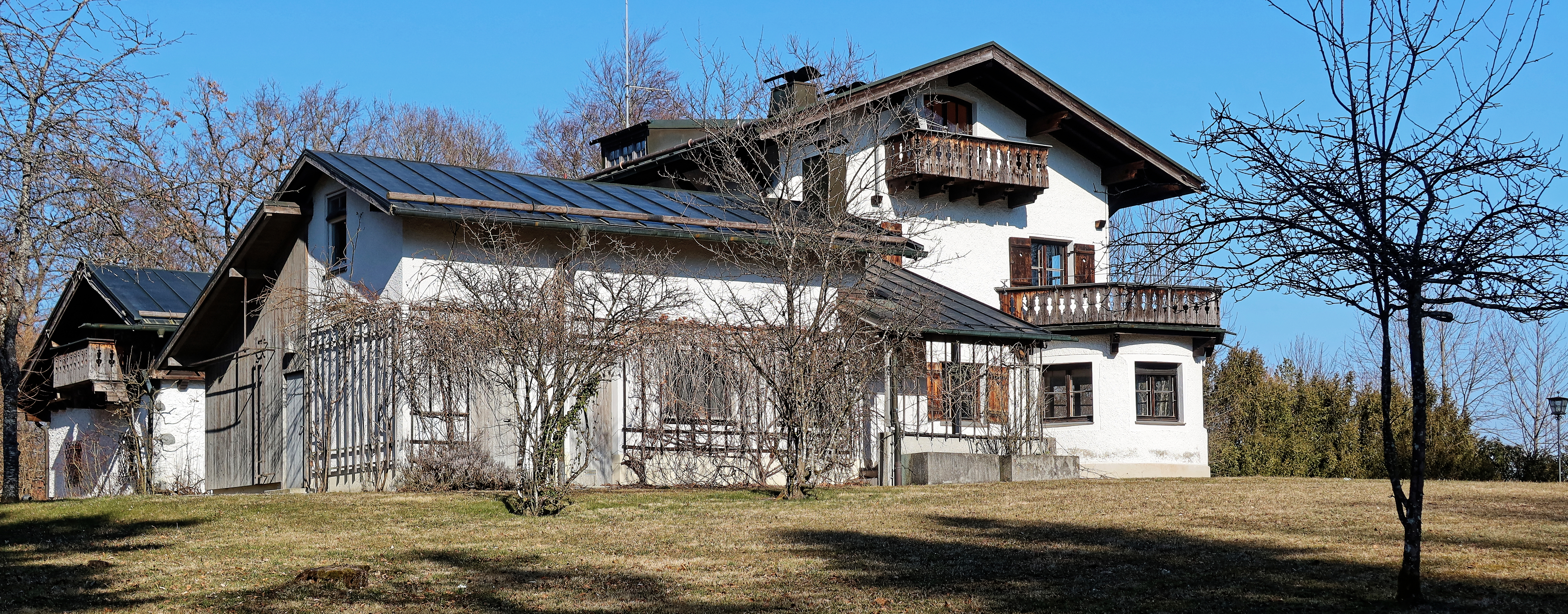
Hans-Albers-Anwesen, März 2022

Die Hans-Albers-Villa am Starnberger See am Hans-Albers-Weg 6 in Feldafing, Ortsteil Garatshausen, ist ein Ensemble aus mehreren zusammenhängenden Gebäuden mitsamt historischem Bootshaus. Das Hauptgebäude wurde 1865 gebaut. Es steht auf dem sogenannten „Garatshauser Mühlbergl“, dem einstigen Kalvarienberg, auf dem vom 16. Jahrhundert bis Mitte des 19. Jahrhunderts eine kleine Feldkapelle stand. Hans Albers erwarb die Villa mit dem Bootshaus zusammen mit Park- und Gartenflächen im Jahr 1935, hatte dort seinen Hauptwohnsitz,  an dem er bis zu seinem Tod im Jahre 1960 ständig wohnte. Seine Lebensgefährtin Hansi Blydt-Burg verkaufte das Anwesen 1971 an den Freistaat Bayern. Die Villa, das dazugehörende Boots- und Badehaus und der umgebende Park stehen seit 2020 unter Denkmalschutz.

## Chronik des Anwesens

### 15. Jahrhundert
Der Hügel, auf dem die Hans-Albers-Villa steht, war im 15. Jahrhundert im Besitz des bayerischen Herzog Albrecht IV. (1447–1508). Er gehörte zu dem landwirtschaftlichen Gutsbetrieb, den Herzog Albrecht 1494 an den wohlhabenden Patrizier Hans Weiler veräußerte. Dessen Sohn, Kaspar Weiler, erbaute 1550 südlich der als „Mühlbergl“ bezeichneten Kuppe das Schloss Garatshausen. Auf der Anhöhe entstand zur selben Zeit mit dem Kalvarienberg eine Andachtsstätte zum Leidensweg Christi. 1760 erwarb Johann Kaspar Basselet von La Rosée (1710–1795) die Hofmark Garatshausen mitsamt dem Kalvarienberg, dazu später die Roseninsel und 1779 die Hofmark Possenhofen.

### Bau der Villa und Vorbesitzer
Im Jahre 1857 kaufte Oberstabsarzt Ludwig Loé das etwa zwei Hektar Grund umfassende „Mühlbergl“ und erbaute 1865 auf dem Hügel ein Landhaus. 1868 erwarb Loé zur Arrondierung seines Besitzes kleinere Flächen „Gras- und Baumgarten“ hinzu. Die Kapelle am Kalvarienberg musste dem Neubau weichen, die Christusfigur kaufte der Landwirt Urban Greinwald für seinen Hof. Sein Enkel und Hoferbe Konrad Knittl, ein Bruder des Baumeisters Xaver Knittl, schenkte die Christusfigur der neuen Pfarrkirche St. Joseph in Tutzing. Die Pfarrei tauschte die Christusfigur mit der Evangelischen Akademie für eine Madonna ein. Heute ziert die Christusfigur die Kapelle der Evangelischen Akademie im Schloss Tutzing. 1884 kaufte Marie in Bayern, Frau des Königs Franz von Neapel das Anwesen. 1888 kaufte Helene von Thurn und Taxis (1834–1890) das Schloss Garatshausen mitsamt der Loé-Villa und den umgebenden Garten- und Parkflächen. Bis 1934 wohnten in der Villa die jeweiligen Verwalter von Schloss Garatshausen.

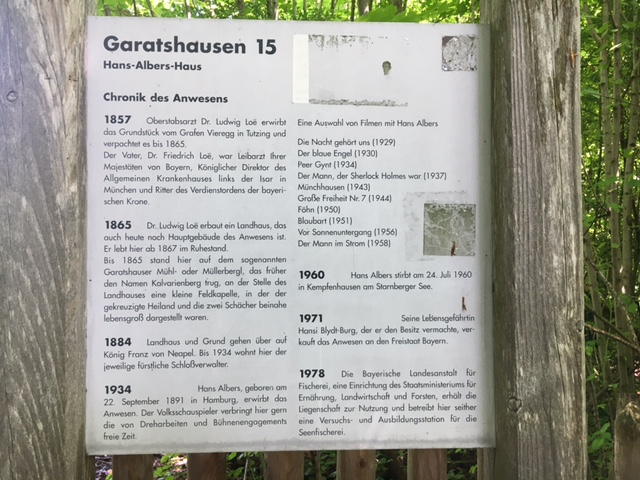
Chronik des Anwesens

### Hans Albers und Hansi Burg
Hans Albers erwarb die Loé-Villa im Jahre 1935, beurkundet im Kataster Nr. 20606 des Landgerichts Starnberg: „Vorstehenden Besitz erwirkt Hans Albers, Filmschauspieler in Berlin, Lennéstraße 7, Alleineigentümer“. Der Kaufpreis betrug 60.000 Reichsmark. Auf Drängen der Nationalsozialisten hatte sich Albers zuvor offiziell von seiner jüdischen Lebensgefährtin, der Schauspielerin Hansi Burg, der Tochter seines jüdischen Mentors Eugen Burg, getrennt. 1939 emigrierte Burg über die Schweiz nach England.
Nach Kriegsende kehrte Hansi Burg zurück und verbrachte noch 15 Jahre mit Hans Albers in dem Anwesen in Garatshausen. Nach Albers Tod im Jahr 1960 lebte seine Alleinerbin Hansi Burg noch 15 Jahre in der Villa. 1971, vier Jahre vor ihrem Tod, verkaufte sie das Anwesen an den Freistaat Bayern mit der Auflage, dass der Besitz nach ihrem Tod für „öffentliche Erholungszwecke“ zur Verfügung stehen solle. Ihr restliches Vermögen vermachte sie der „Lebenshilfe Starnberg e.V.“

## Villa, Nebengebäude, Bootshaus, Park

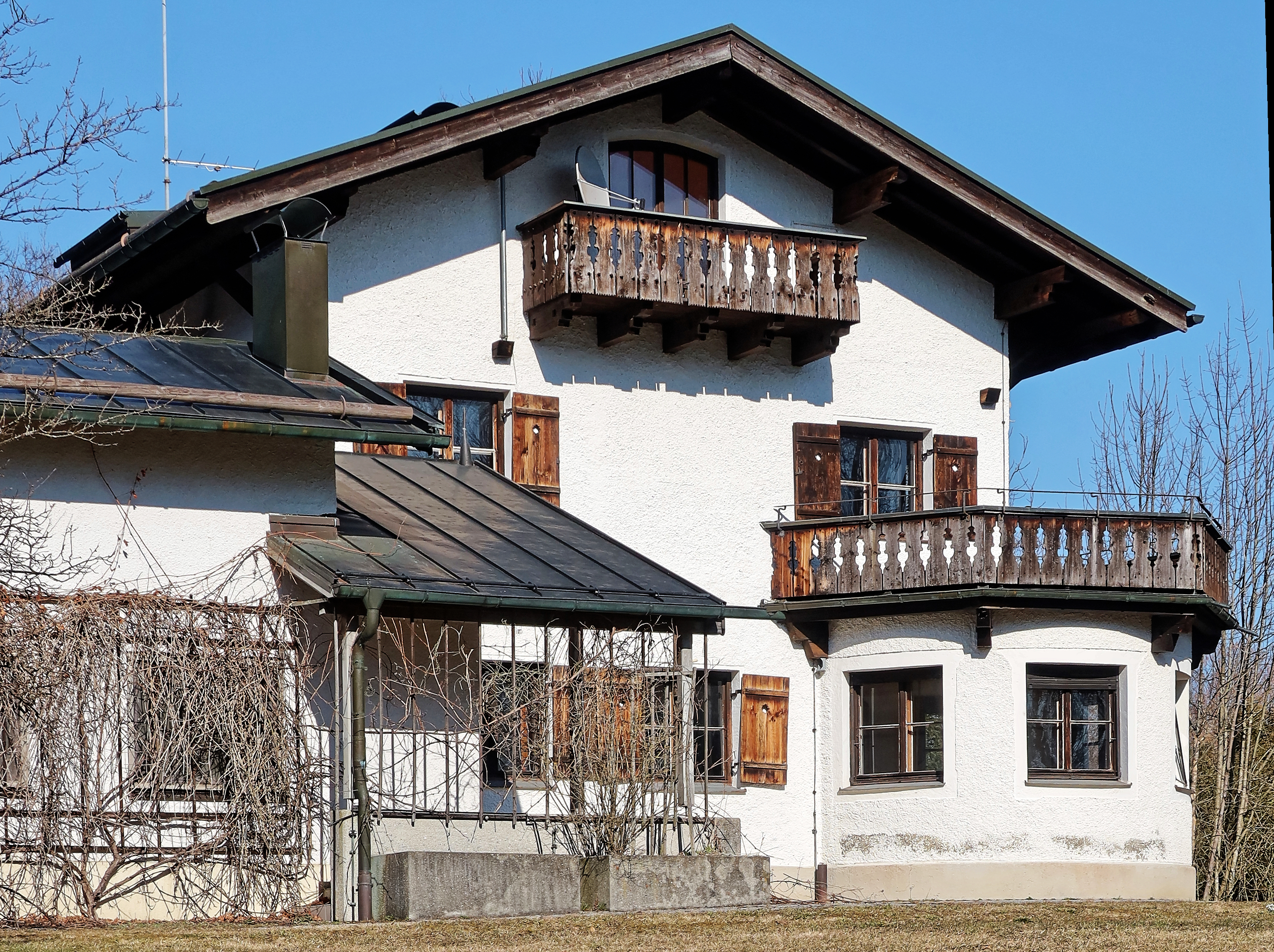
Villa mit Bodeneckerker

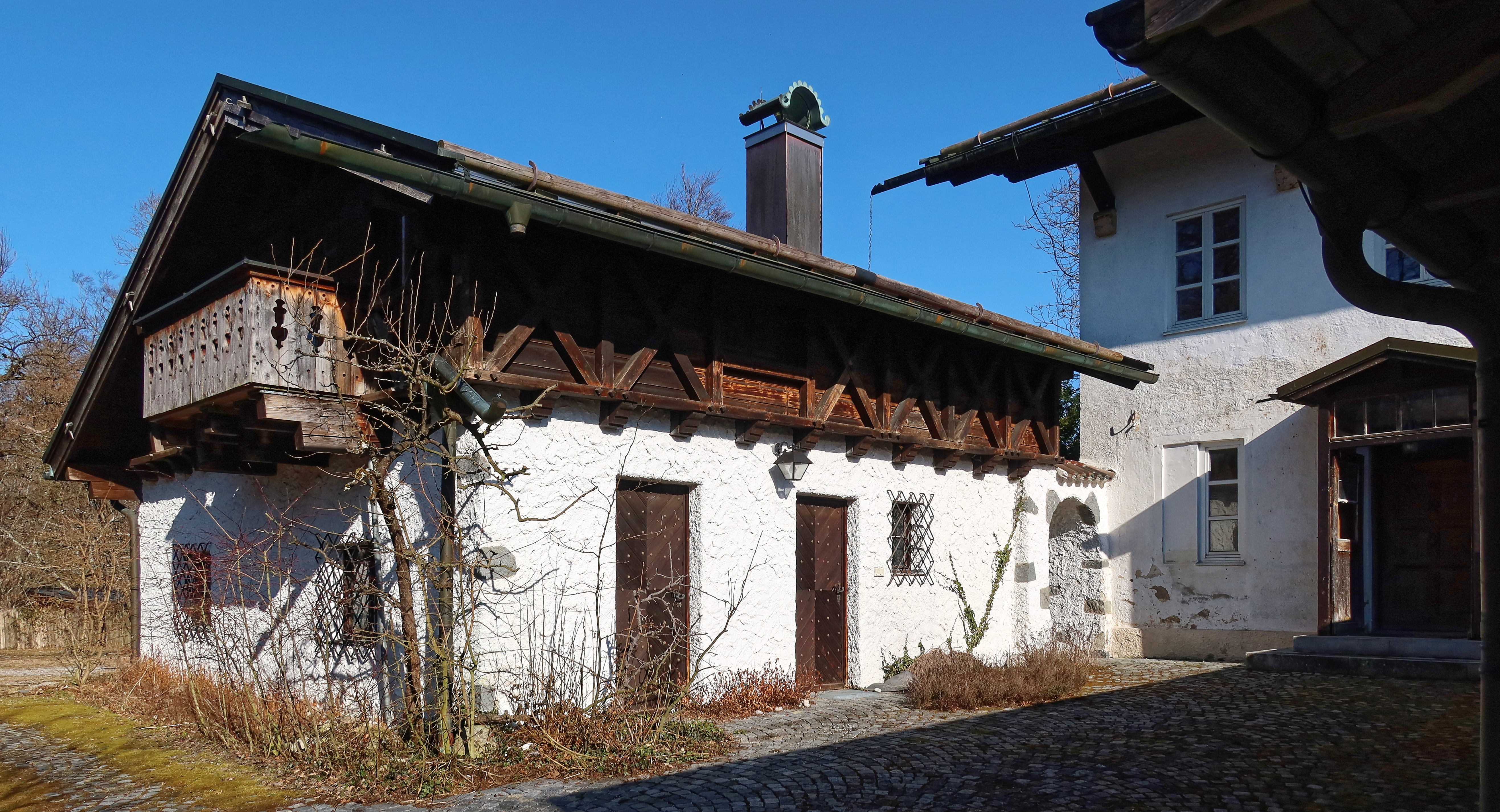
Garage mit Chauffeurswohnung

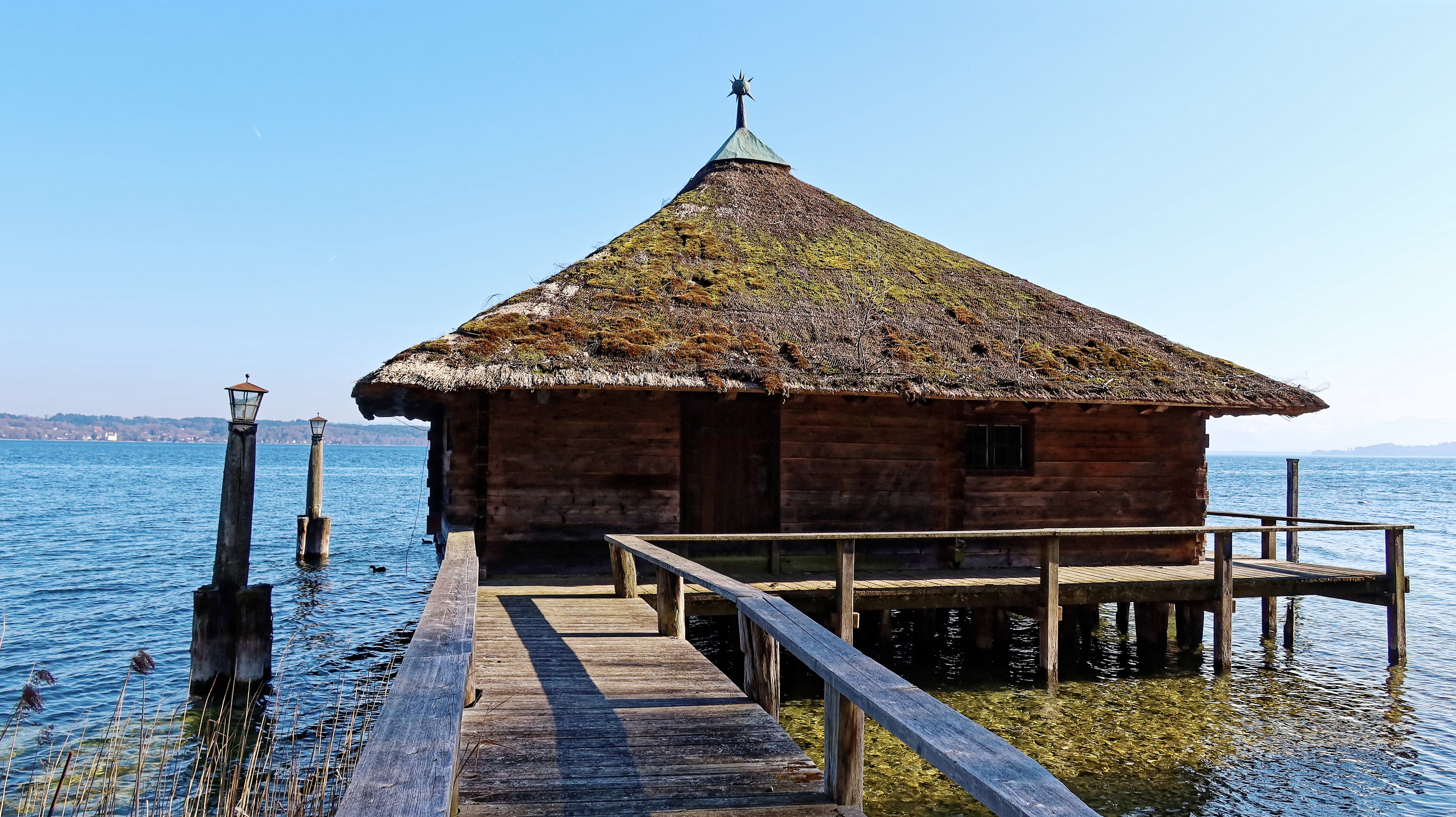
Boots- und Badehaus

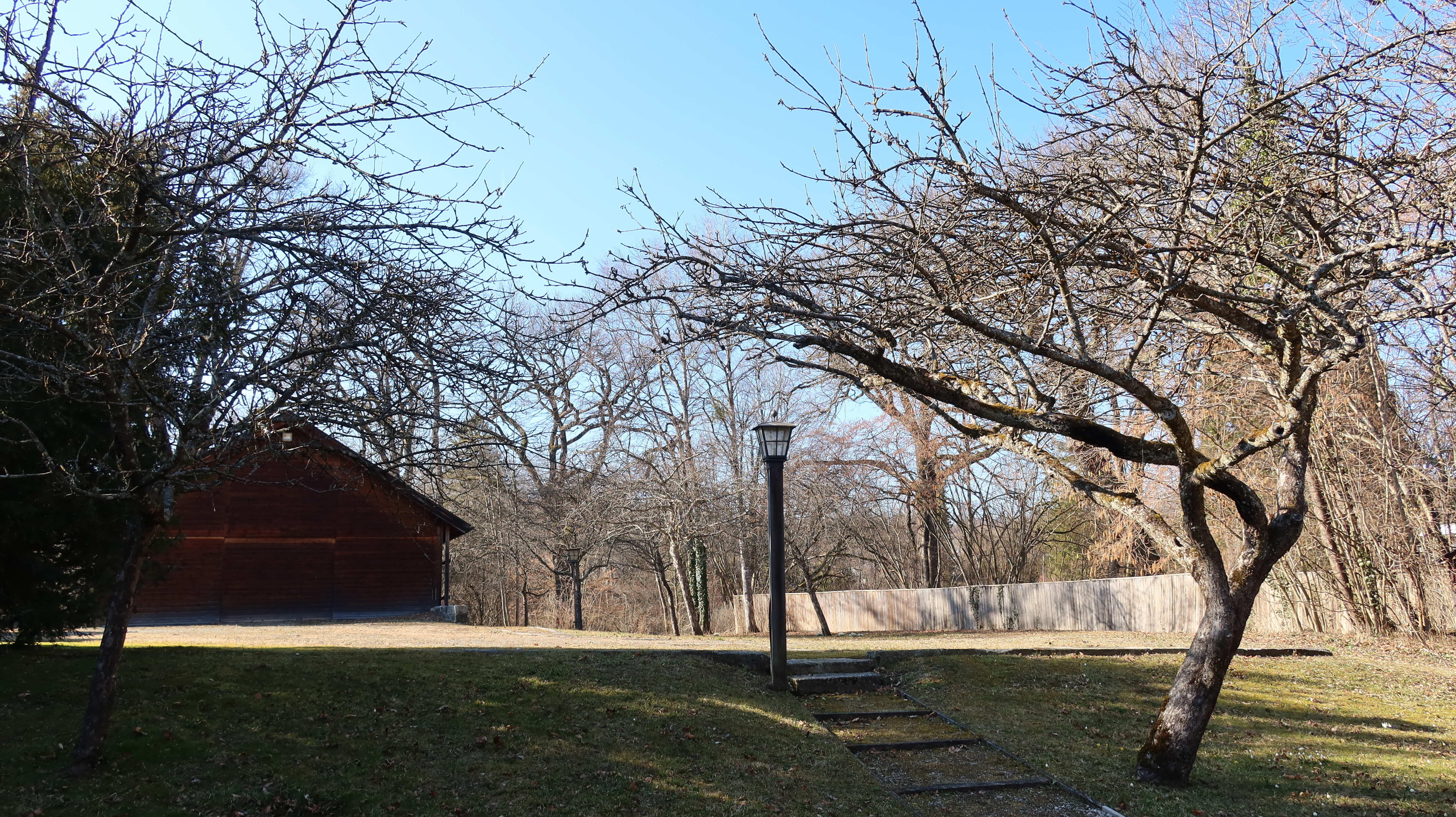
Obstgarten der Albers-Villa

Beim Erwerb 1934 durch Hans Albers bestand das Anwesen aus dem 180 m² großen Landhaus mit zwei giebelständig nach Westen anschließenden Nebengebäuden. Die Villa ist ein unterkellerter zweigeschossiger Mauerwerksbau. Albers ließ sie im zeittypischen Heimatstil der Dreißigerjahre umbauen, versah die Fassade mit hölzernen Verschalungen, mit Fensterläden und Balkonbrüstungen, ergänzte das Gebäude zum See hin mit einem runden Eckbodenerker und zum Osten hin mit einem Balkon. Das Eingangsportal ziert eine schmiedeeiserne Ornamentik mit Fischmotiven. Zur Unterbringung der Limousinen ließ Albers eine Garage mit darüber liegender Chaffeurswohnung bauen.
1936 ließ sich Albers am Seeufer ein reetgedecktes Bootshaus mit Fledermausgaube nach einem Entwurf des Münchner Architekten Georg Hellmuth Winkler von Handwerkern aus Ostfriesland errichten – eine Reminiszenz an seine norddeutsche Herkunft. Eine Hängewerkkonstruktion trägt die Decke des weitgehend stützenfreien Bootshauses. Der in Blockbauweise errichtete Holzbau ist gen Osten und Süden hin von einer Holzterrasse umrandet.
Der Garten der Albers-Villa gilt als einer der letzten aus dem 19. Jahrhundert stammenden bürgerlichen Villengärten des Fünf-Seen-Landes. Der parkähnliche Garten weist typische Merkmale der landschaftlichen Umgestaltung im „Gemischten Stil“ auf, wie er um 1850 durch Landschaftsarchitekten wie Peter Joseph Lenné und Carl von Effner in Mode kam. Damals entstand ein terrassierter Garten mit Sichtachsen zu See und Alpenkette sowie zum gegenüberliegenden Seeufer der mit Elementen des Landschaftsgartens wie Wiesen und malerischen Baumgruppen und kombiniert war. Er besteht aus einem gärtnerisch genutzten Bereich, aus Obstgarten, einigen landschaftsgärtnerisch gestalteten Elementen wie Terrassen, Treppen und Wegen, aus Wiesenvegetation, und zum größten Teil aus einem Park in Fortführung des in unmittelbarer Nachbarschaft gelegenen Parks von Schloss Garatshausen, der ab 1872 durch den königlichen Hofgärtner Ludwig Beissner überarbeitet wurde. Ursprünglich umfasste das Freigelände 17.000 m². Hans Albers kaufte einen Hektar Wiesenflächen für 24.900 Reichsmark hinzu und verdoppelte damit annähernd die zur Villa gehörende Fläche auf 27.000 m².

## Denkmalschutz
Um über die weitere Nutzung („Abriss oder Denkmalschutz“) der Hans-Albers-Villa zu diskutieren, initiierte der Kulturverein Garatshausen e.V. im November 2019 eine Veranstaltung im Spiegelsaal des Garatshauser Schlosses, bei dem drei Mitglieder des Denkmalnetzes Bayern ihre Studienergebnisse präsentierten. Diese Recherchen waren die Grundlage und der Nachweis für die Durchführung des späteren Denkmalschutzes. Im Januar 2020 stellte aufgrund dieser Studienergebnisse und auf Begehren der Vorsitzenden des deutsch-jüdischen Vereins „Respect & Remember e.V. Europe“ Gabriella Meros, die beim Vortrag anwesend war, das Landesamt für Denkmalpflege das Albers-Anwesen von Amts wegen unter Denkmalschutz. Laut Denkmalatlas Bayern unterliegt nun die Villa mit „zweigeschossigem Flachsatteldachbau mit Kniestock, Flugpfetten, Bodeneckerker, Lauben, Toreingängen und Teilen der Terrassenummauerung, im Kern von 1864/65“ dem Denkmalschutz. Des Weiteren denkmalgeschützt sind die „Doppelgarage mit Chauffeurswohnung als erdgeschossiger Flachsatteldachbau mit Bundwerkgiebeln und Laube, im Kern von 1864/65, umgebaut 1948 von Heinrich Goebel“ sowie das „Boots- und Badehaus, Blockbau mit riedgedecktem Zeltdach, dreiseitig umlaufendem, terrassenartigem Steg und Landsteg nach Entwurf von Georg Hellmuth Winkler“. Unter Denkmalschutz steht zudem die „Parkanlage, im Kern von 1864/65, Umgestaltung 1935/36 und später sowie die Toreinfahrt mit Kunststeinpfeiler mit Doppelflügeltor von 1935/36“.

## Diskussion um Nutzung des Anwesens
Der Kalvarienberg mit der 1865 erbauten Villa war jahrhundertelang ein prägendes Element am Westufer des Starnberger Sees zwischen Niederpöcking und Bernried, eingeschlossen die Roseninsel, die 2011 in die Liste des UNESCO-Welterbes aufgenommen wurde. Entsprechend sensibel reagierten die Bewohner und politisch Verantwortlichen in Feldafing und den umliegenden Orten, als der Freistaat Bayern drei Jahre nach dem Tod der Erblasserin Hansi Blydt-Burg das Anwesen einer neuen Verwendung zuführte.

### Vertragliche Bestimmung

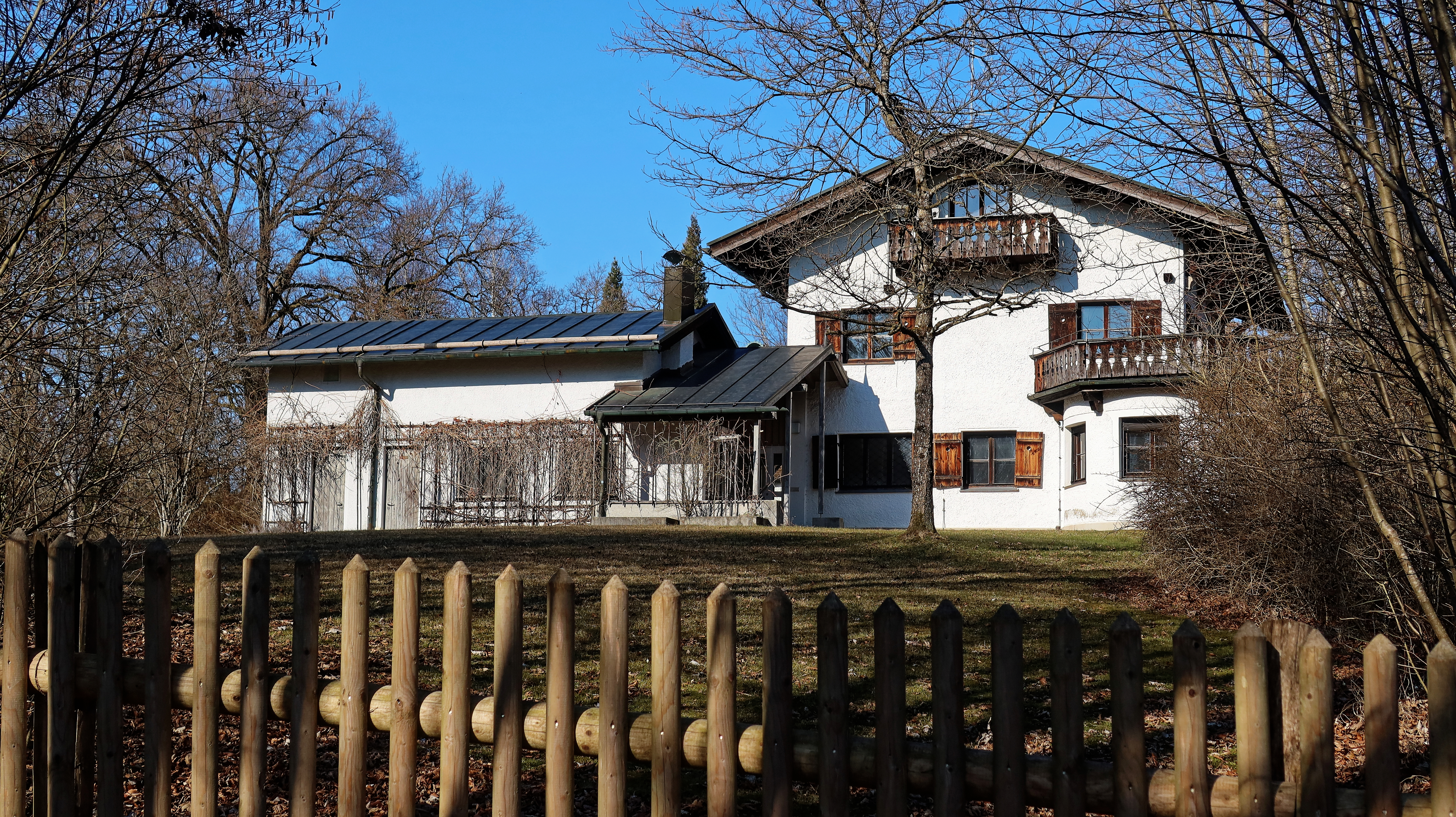
Villa hinter dem Zaun

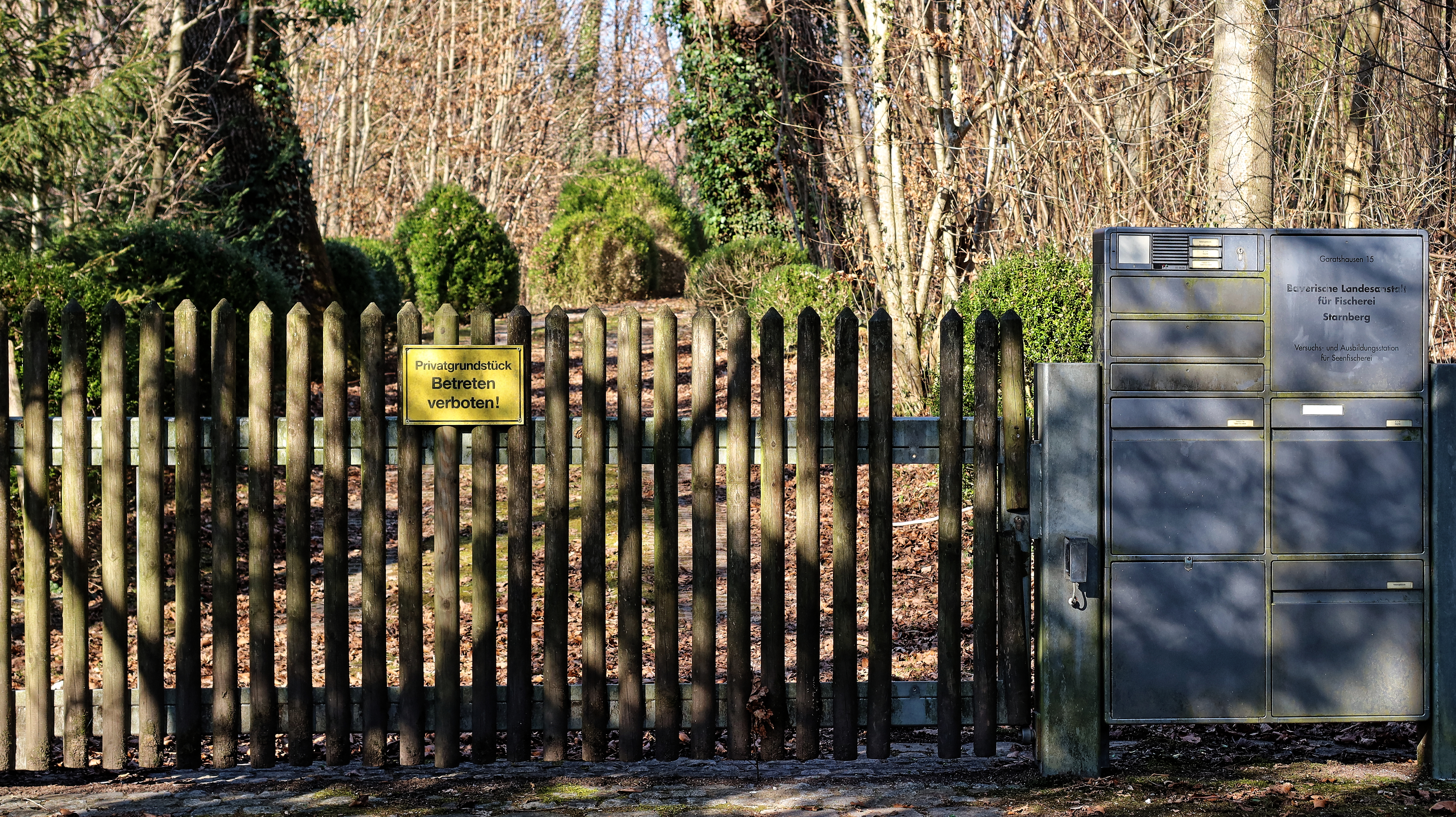
Landesanstalt für Fischerei

Als Richtschnur für die Nutzung des Hans-Albers-Anwesens gelten die Beschlüsse im Landtag, die dem Erwerb des Anwesens durch die Bayerische Schlösserverwaltung zugrunde liegen. Zudem gilt die notarielle Urkunde Nr. 11 99 vom 20. April 1971, in der sich der Freistaat verpflichtet, das Anwesen „für öffentliche Erholungszwecke“ zu nutzen, dementsprechend fiel auch keine Grunderwerbssteuer an. Villa und des Bootshauses wurden entgegen der Verpflichtung des Freistaats von 1978 bis 2009 durch die Bayerische Landesanstalt für Fischerei als Versuchs- und Ausbildungsstation für die Seenfischerei genutzt. In der Folge gab es etliche Ideen und Vorschläge zur Nutzung des Anwesens.

### Verkaufen, abreißen, erhalten
2009 versuchte der Freistaat Bayern einen Käufer für das Anwesen zu finden. Der Kulturverein Garatshausen plädierte gegen einen Verkauf und setzte sich dafür ein, das Seegrundstück öffentlich zu machen. Die Albers-Villa wurde dann doch nicht verkauft. Als Nächstes kam die Idee auf, die Villa abzureißen und auf dem Grundstück ein Edelrestaurant plus Hotel mit Spa auf Erbpachtbasis anzusiedeln. Voraussetzung wäre der Abriss der Albers-Villa gewesen. Im seinerzeitigen Bebauungsplan der Gemeinde Feldafing war diese Möglichkeit festgeschrieben.

### Petition für öffentliche Nutzung

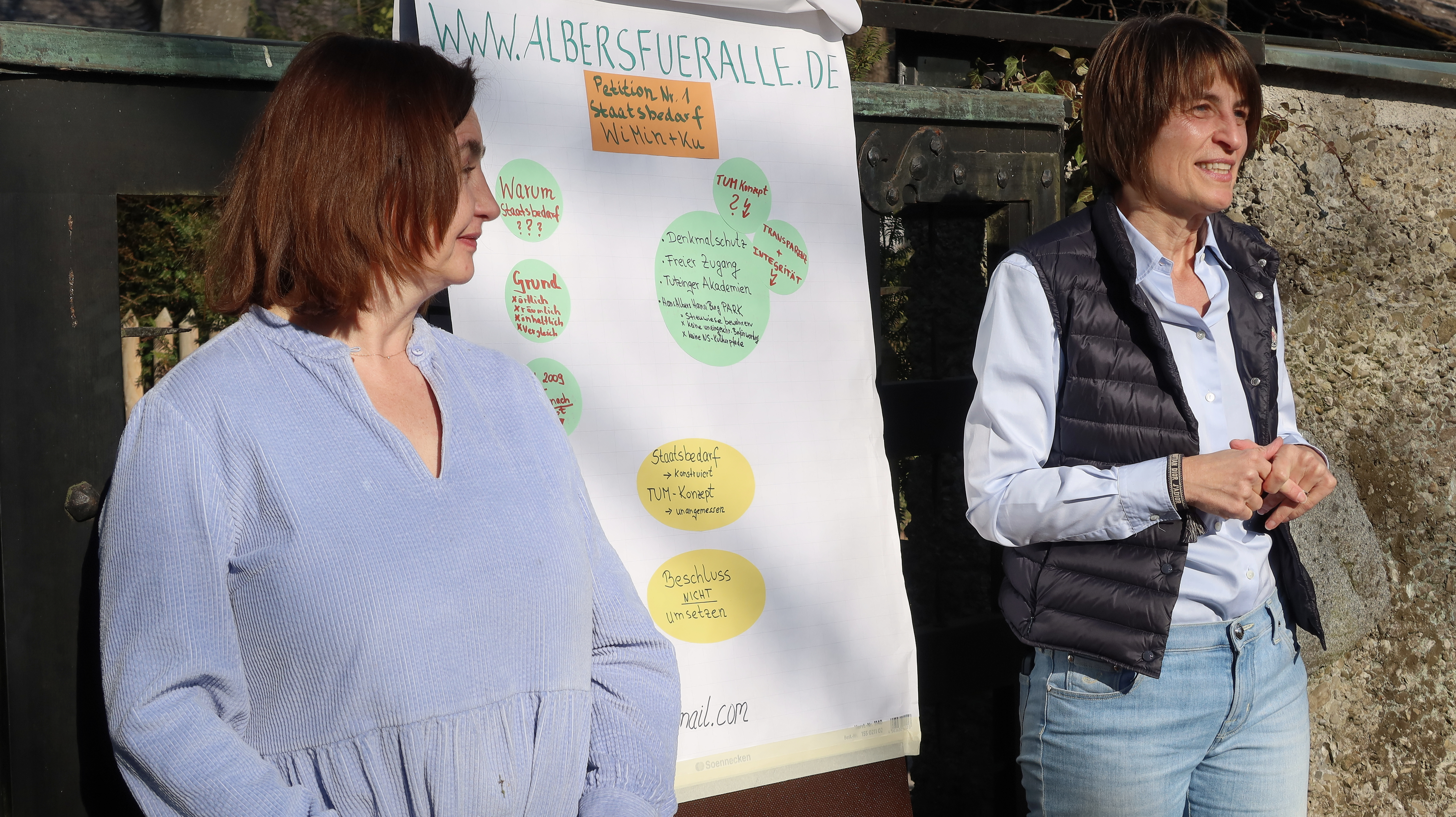
Stefanie Knittl und Lucie Vorlíčková

Wiederholt setzten sich seit 2010 sowohl der Kulturverein Garatshausen als auch der Verein „Respect & Remember Europe e.V. Europe“ (R&R) mit Petitionen und Unterschriftensammlungen für die öffentliche Zugänglichkeit des Albers-Anwesens ein. Zwei engagierte Frauen, Lucie Vorlíčková, ehemalige Wirtschaftsprüferin und Steuerberaterin, und Stefanie Knittl, Referentin für Denkmal und Sanierung im Tutzinger Gemeinderat, riefen im Herbst 2021 die Bürgerinitiative „Albers für alle“ ins Leben und reichten im Dezember 2021 eine zehnseitige Petition im Landtag ein, mit dem Ziel, die Nutzung des Anwesens für „öffentliche Erholungszwecke“ gemäß der notariell verbrieften Willensbekundung zu gewährleisten.
Am 27. April 2022 wurde im Haushaltsausschuss des Bayerischen Landtags die Petition in nicht-öffentlicher Sitzung abgelehnt. Mitte Juni 2022 gab es zum Thema humoristische Filmaufnahmen für die Sendung im BR „Stofferl Wells Bayern“. Christoph Well kam mit seinem alten Motorrad am Anwesen vorbei und parodierte die Streitigkeiten um die künftige Nutzung mit La Paloma, dem Lied, das Hans Albers weit über Deutschland hinaus bekannt gemacht hatte.

### Überlassung an die TU München
In einer vom Bayerischen Landtag veranlassten Prüfung von „Staatsbedarf“ für das Albers-Anwesen meldete die Technische Universität München (TUM) Bedarf für ihre „Junge Akademie“ an, einer „Initiative zur Förderung herausragender Nachwuchstalente“. Im Juli 2020 stimmte der Finanz- und Haushaltsausschuss im Landtag dem Antrag von Bündnis 90/Die Grünen zugunsten der TUM zu und sprach sich gegen das Konzept von „Respect & Remember e.V. Europe“ aus, das einen deutsch-jüdischen Erinnerungsort für die Öffentlichkeit verwirklichen wollte. Dagegen regte sich heftiger Widerstand in Feldafing und Tutzing, vor allem gegen die Absicht, die Bevölkerung weitgehend auszusperren (siehe Petitionen zur öffentlichen Nutzung).
Am 21. Juni 2022 stellte der TU-Projektplaner Arnulf Melzer in der Gemeinderatssitzung in Feldafing erstmalig das im Landtag beschlossene TU-Konzept vor. Der Gemeinderat stimmte diesem Konzept geschlossen zu. Im seeabgewandten Teil des Gesamtareals ist ein Gedenkort für die Öffentlichkeit gegen Rassismus und Antisemitismus geplant. Das Seegrundstück könnte laut Aussage von Melzer an Sonntagnachmittagen im Sommer für die Allgemeinheit geöffnet werden. Für die geplante Neubebauung soll der Bereich aus dem Landschaftsschutz herausgenommen werden. Die Ortssprecherin von Garatshausen verwies auf einen in der lokalen Bevölkerung verbreiteten Wunsch nach einem öffentlichen Rundweg um das Areal. Bisher ist nur ein verlängerter Stichweg zum See geplant, der auf einem Holzplateau mit Ausblick zum See endet.
Am 29. Juni 2022 beschloss der Finanz- und Haushaltsausschuss des Landtags in nicht-öffentlicher Sitzung, den Park für die Allgemeinheit von Mai bis September sonntagnachmittags zu öffnen. Zudem soll es kulturelle Veranstaltungen geben. Im Juli 2024 wurde der Bauantrag der TU München vom Feldafinger Bauausschuss angenommen. Der genehmigte Plan sieht eine Erweiterung von Keller und Garage vor. Im Ensemble sollen Seminarräume und 24 Schlafplätze entstehen.